# پنتاآمین‌کلرورودیوم دی‌کلرید
پنتاآمین‌کلرورودیوم دی‌کلرید (انگلیسی: Pentaamminechlororhodium dichloride) یک ترکیب معدنی با فرمول شیمیایی [RhCl(NH3)5]Cl2 این ماده زرد رنگ یک ماده واسطه در فرآوری فلز رودیوم از سنگ معدن آن است.